# Paul de Lavenne de Choulot
Paul de Lavenne, né à Nevers le 31 janvier 1794 et mort le 4 avril 1864, est un paysagiste français du XIXe siècle ayant dessiné plus de 300 parcs en France et en Europe. Il est fait comte de Choulot en 1824.

## Biographie
Le comte Paul de Lavenne de Choulot naquit à Nevers le 31 janvier 1794 (12 pluviôse an III). Ses parents s'appelaient de Lavenne, d'une famille originaire de Bretagne. La devise des Lavenne est ad alta cor altum : « Le cœur haut pour les causes nobles » ; ses armoiries sont formées par deux lions surmontés chacun d'une étoile, portant un cœur rouge sang.
Paul de Lavenne reçoit en 1824 le titre de comte de Choulot du roi Louis XVIII, dont il était garde du corps avec rang de lieutenant de cavalerie.
Il épouse le 20 janvier 1817 Élisabeth-Anne-Marie de Chabannes, fille de Jean-Frédéric, marquis de Chabannes-Curton et de la Palice(1762-1836) et d'Annette Van Lennep.
Paul de Choulot fut 1er gentilhomme de la Chambre, capitaine général des chasses du prince de Condé, duc de Bourbon, et fut le gouverneur du château de Chantilly[réf. nécessaire].
« Paolo », comme il est appelé par Chateaubriand dans les Mémoires d'Outre-Tombe, est un « vrai personnage de roman » selon le magazine Touche à tout qui publiait régulièrement un feuilleton illustré sur sa vie (tiré du livre Le Pavé du roi). Le comte Paul de Choulot, ce grand chasseur infatigable et polyglotte confirmé, auteur des Mémoires et voyages du duc d'Enghien avec une notice sur sa vie et sa mort... était un ardent défenseur du légitimisme.
Après la chute de la monarchie, il se met au service de la duchesse de Berry, mère du comte de Chambord, prétendant au trône, alors âgé de 10 ans. Il parcourut toutes les routes de l'Europe, de Saint-Pétersbourg jusqu'à Palerme et à Venise. Le comte de Choulot, dont le fils étudiait à côté du « comte de Chambord » à l'université de Prague, avait été chargé par la duchesse de Berry de la mission délicate de marier son fils, le prétendant au trône « Henri V », avec la grande-duchesse Olga, fille du tsar de Russie.
À plus de 50 ans, il se retira sur ses terres au château de Mimont, près de Pougues-les-Eaux, et entama une nouvelle carrière d'architecte paysagiste. Il écrivit en 1846 son ouvrage L'Art des jardins dans lequel il répertorie la liste des parcs de châtelains légitimistes. Il meurt en 1864 à l'âge de 70 ans.

## Ouvrages
- Mémoires et voyages du duc d'Enghien. Précédés d'une notice sur sa vie et sa mort, Moulins, P.-A. Desrosiers, 1841 Lire en ligne sur Gallica.
- Introduction à l'art des Jardins (1846)
- sous le pseudonyme de Paul de Kick : Huit jours au pas de charge en Savoie et en Suisse, Chambéry, Jules Aubert et Cie, vers 1860, illustré de lithographies de Jules Aubert.
- L'art des jardins, ou études théoriques et pratiques sur l'arrangement extérieur des habitations, Paris, Dentu et Fontaine, (1863)

## Parcs dessinés par Paul de Lavenne de Choulot
D'après la liste publiée en annexe de l'Art des Jardins, 1863 ; des précisions sur les parcs encore existants aujourd'hui sont ajoutées notamment grâce au suivi de l'inventaire par les Jardins de France.
En France
- Ain
- Maillat, M. le comte de Broissia
- Varambon,  M. de Boissieu

- Aisne
- Frières-Faillouel, M. le vicomte de CHEZELLE
- Folembray, M. le baron de POILLY

- Allier
- Beausson, à Terjat, M. le baron de Charnisay
- Biozat, M. le vicomte d’Origny
- Bressolles, M. le baron de Bressolles
- Busset, M. le comte de Bourbon-Busset
- Champroux, M. Rodolphe Thuret
- Lapalisse, château de La Palice, M. le marquis Frédéric de Chabannes, parc conservé aujourd'hui et inscrit comme Monument historique le 28 juillet 1998
- Lécluse, M. de Lécluse
- Les Écures, M. le baron de Mouny
- Les Mellays, M. le comte de Champfeu
- Lévis, château de Lévis, M. Thuret
- Neureux, M. le baron de Bonnefoy
- Pomay, M. le comte des Marans
- Veauce, M. le baron de Veauce
- Veraux, M. le comte de Bosredon
- Charmeil, Mme la comtesse de Montboissier-Canillac
- La Grillière, M. le comte de Pulligny
- Lyonne, M. le comte de Montlaur
- Moulins, Mme la comtesse du Prat

- Ardennes
- Guignicourt, M. le marquis de VIGNACOURT

- Aube
- Charmont, M. TRUCHY DE LA HUPROIE
- Courcelles, M. le comte de LAUNAY
- Montceaux, M. le comte de FEU DE LA MOTTE

- Calvados
- Maltot, M. le comte de BOURMONT
- Saint-Séver, M. de PETIVILLE

- Charente
- le Coureau, M. de SALIGNAC - Famille OUIZILLE, parc toujours conforme au plan d'origine
- Parc, Ville de Cognac
- Puy-Charnaud, M. le marquis de MALET

- Charente-Inférieure (Charente Maritime)
- La Grève, M. BETHMONT
- le Ramet, M. le vicomte Anatole LEMERCIER
- Lussac, M. GAILLARD, parc toujours entretenu[8]
- Mirambeau, M. le comte DUCHATEL

- Cher
- Jussy, M. de Bengy, le parc a peu changé depuis la réalisation
- La Beaume, M. de Chalus
- La Brosse (Farges-Allichamps), M. de la Chapelle, classé, plan encore lisible aujourd'hui avec ses bâtiments : machine élévatoire, serre, kiosque
- La Charnaye, Mme la comtesse d’Armes
- Le Brouillet, M. Charles de Bengy-Puyvallée
- Le Préau, M. Brune
- le Préau, M. le baron du Quesne
- le Veuillin, M. Paulin du Verne
- Preuil, 	M. Adrien Augier
- Séruelles, 	M. le baron Augier
- Thaumiers,   	M. le comte de Bonneval, classé[9], parc dessiné en 1857 et encore visible avec ses fabriques
- Turly, 	M. le baron de Laitre
- Vaufreland, M. le baron de Vaufreland
- Villecomte, M. Ferdinand de Bengy-Puyvallée
- Argent, M. le comte Philippe de Montbel
- le Domaine, M. le comte Jaubert

- Côte-d'Or
- Oisilly, M. LIGIER
- Saint-Brisson, Mme la marquise de MONTEYNARD

- Deux-Sèvres
- Bois-Boissière, M. le comte de CHABOT
- La Boulaie, M. le comte de CINTRÉ
- le Bocage, M. le comte de la ROCHEBROCHARD

- Dordogne
- Hautefort, M. le comte MAXENCE DE DAMAS
- Lage, M. le marquis de la GARDE
- Langlardie, M. Baynaud de LANGLARDIE
- Mayac, M. de la CHAUME

- Eure
- Cahaignes, M. le comte de BOISDENEMETS
- Chambray, M. le marquis de CHAMBRAY
- Le Brémien, M. le comte de la ROCHEFONTENILLE
- Breuilpont, M. le comte Louis de TALLEYRAND
- Le Chesnay, M. S. de PULLIGNY

- Eure-et-Loir
- Méréglise, M. le marquis des LIGNERIS

- Gers
- Rouquette, Mme la comtesse de GALARD

- Haute-Loire
- Jagonnas, M. de JAGONNAS
- Montfaucon, M. de LACROIX-LAVAL

- Haute-Marne
- Cirey, Mme la marquise de DAMAS
- Rouvres, M. le comte de MONTMORT
- Saint-Etienne de Gié, M. le comte ROBERT DU GARDIER

- Haute-Vienne
- Bagnac, M. le marquis de BAGNAC, le jardin dessiné par le comte de Choulot a aujourd'hui disparu
- la Chabroulie, M. LESTERPT
- La Cosse, M. de CHATENET
- Laborie, M. NOUALHIER, maire de Limoges
- Nexon, M. le baron de NEXON, parc de 40 hectares largement conservé aujourd'hui
- Ligoure, M. Le PLAY

- Ille-et-Vilaine
- le Plessis, Marquis de LANGLE
- la Guerche, M. le comte Charles de PRÉAULX

- Indre
- Château La Pelotte (non précisé dans l'inventaire de 1863), M. le comte de BAR, parc en partie disparu aujourd'hui
- Château de Bellechasse, Madame de VILLESAISON, jardin restauré et transformé dans les années 2000
- Entraigue, M. LESTIENNE aîné
- le Chezelet, M. le marquis de TILIERE
- Rhodes, M. Le ROY

- Indre-et-Loire
- Ferrières, M. de la SELLE
- les Belles-Ruries, M. de RUSSON
- Saint-Patrice, M. le comte de CHABROL-CHAMEANE
- Chanceaux, Madame SCHNEIDER
- Ussé, Mme la comtesse de la ROCHEJAQUELEIN

- Landes
- Lacaze, M. de GUILHOUTET

- Loire
- Chamarande, M. le vicomte de VOUGY
- Changy, M. le marquis de LÉVIS
- Ecotay, M. le vicomte de MEAUX
- Saint-Genest, M. le baron de SAINT-GENEST
- Vougy, M. le comte de VOUGY

- Loire Inférieure
- la Touche, M. le comte de MAQUILLE
- la Motteglain, M. le marquis de la ROCHEQUAIRIE

- Loiret
- Courcelles-le-Roy, à Beaulieu-sur-Loire pour Étienne Jacques Joseph Macdonald Duc de TARENTE
- Dominus, M. le général comte d’ARGOUT
- Pralins, M. le comte d’ÉPRÉMESNIL
- Saint-Brisson, M. le marquis SEGUIER
- le Perthuis, M. le baron de TRIQUETI, parc partiellement conservé
- Ordon, M. le vicomte de TRUCHIS

- Loir-et-Cher
- la Gaudinière, M. le vicomte de la ROCHEFOUCAULD

- Lot
- la Bastide-Murat, M. le comte Joachim MURAT

- Maine-et-Loire
- Baracé, M. le comte de BARACE
- Bouzillé, M. le comte de la BERAUDIERE
- Dieuxie, M. LARDIN
- La Besnerie, M. le comte de COISLIN
- La Bouverie, M. BARIER
- la Crenne, M. le marquis de VERDUN
- la Goujonnais, M. THOUIN
- La Grifferaie, M. le comte A d’ANDIGNÉ
- la Potherie, M. le comte de la ROCHEFOUCAULD
- La Roche-Cantin, M. Paul le BAULT
- la Savennière, M. DUBOYS, maire d’Angers
- la Villenière (La Pouëze), M. du PONCEAU, parc aujourd'hui dans le domaine public
- Le Vaugirault, M. le vicomte de BOISSARD
- les Buhards, M. MONTRIEUX
- Montreuil, M. de BELLEVUE
- Vaudoré, M. A. MAYAUD

- Briançon, M. le comte de la ROCHEQUAIRIE
- Chanzeaux,	M. le comte de QUATREBARBES
- Coué, M. le comte de VILLOUTREYS
- la Boulaye, M. JOURDIER
- la Chaussée-Marquet, M. TESSIÉ DE LA MOTTE
- la Chesnaye, M. LOUVET
- la Gaschetière, M. DESPRES
- la Thibaudière, M. de MIEULLE
- la Tremblaie, M. P. Mayaud
- le Plessis- Beaudoin, M. le marquis de la SAYETTE
- les Roches, M. le comte Charles de QUATREBARBES
- les Rues, M. le vicomte de ROUGE
- Vezins, M. le baron de VEZINS

- Manche
- Bois-Avenel, M. A de PRACOMTAL
- la Crenne, M. le marquis de VERDUN

- Mayenne
- L’Huisserie, M. de BOUTRAY
- la Cour Châtelain, M. le comte Lancelot de QUATREBARBES

- Meurthe
- Fléville, M. le comte de LAMBEL
- Richard-Ménil, M. le comte Auguste de LUDRE

- Moselle
- Boncourt, Madame de VASSOIGNE
- Chérisey, Mme la marquise de CHERISEY
- Corny, M. de CORNY
- Fichimont, Mme la baronne de BONNAFOS
- le Ban Saint-Martin, M. de Lardemelle
- Mercy-le-Haut, M. le vicomte du COETLOSQUET
- Mussot, M. le comte de BRIEY
- Pange, M. le marquis de PANGE
- Phlin, M. de DOMGERMAIN
- Inglange, M. le comte de PUYMAIGRE
- Lue, M. le comte de JOBAL
- Mardigny, M. de MARDIGNY
- Verneville, M. de VERNEVILLE

- Nièvre
- Alluy, M. Duminy
- Auzon, Madame Chabot
- Azy, M. le vicomte Benoît d’Azy
- Azy-Le-Vif, M. le baron de Chabrol
- Bizy, M. le comte de Berthier-Bizy
- Brain, M. Boigues
- Briffault, M. le comte Rostaing de Pracomtal
- Chanteloup, M. Martin de Chanteloup
- Châtillon, M. le marquis de Pracomtal
- Cheugny, M. le comte de Maumigny
- Chevenon, M. Girerd
- Gimouille, Château de Fertot, M. Stuart
- Fonfaye, M. Métairie
- Font-Allier, M. Grincour
- Frasnay, M. Paignon
- La Belouze, M. le baron de Marcy
- La Chasseigne, M. le comte de Montrichard
- La Coquillerie, M. Col
- La Croix, M. Ferdinand de Champs
- la Ferté-Langeron, M. Louis Rambourg
- La Mollie, M. de Savigny
- La Montagne, Mme la marquise d’Espeuilles
- La Rochery, M. Jacquinot
- Le Battoir, M. Barreau
- Le Colombier, M. Tiersonnier
- Le Tremblais, M. Petit
- Les Coques, M. le baron de Mestre
- Luange, M. Leblanc de Lespinasse
- Lucenay-lès-Aix, Château d'Auzon (Ozon)
- Maisonneuve, M. de Champs
- Maucouvent, M. Gustave Lyons
- Menou, Mme la duchesse de Blacas
- Mouron, M. le baron de Bourgoing
- Mussy, M. de Craye
- Neuvy, M. le comte de Couessin
- Poil, château de Concley, M. Collin de Gévaudan
- Poiseux, Mme la baronne de Leyval
- Poiseux, M. Louis du Verne
- Pougues, M. Auguste Chevalier
- Saint-Loup, M. Humann
- Saint-Père, M. des Ages
- Saincaize, M. le baron de Bar
- Serre, Mme la comtesse de Marey
- Sichamps, M. le comte de Charry de Lurzy
- Sully, M. Alfred Robert
- Tâches, M. Amable Robert
- Vanzé, M. de Lesgien
- Villars, M. le comte de Boullé

- non précisé, M. Antonin ROBERT
- Beaumont, M. le comte de SAINT-VINCENT
- Bois-vert, M. du ROSAY
- Le Nauzet, M. LAFOND

- Nord
- Jolimetz, M. le comte de NEDONCHEL

- Oise
- Auteuil, M. le comte d’AUTEUIL

- Orne
- Beaufay, M. de la SELLE
- le Bois-Berthe, M. le baron SAILLARD

- Pas-de-Calais
- Willeman, M. le marquis de PARTZ

- Puy-de-Dôme
- Chadieu, M. le baron d’Arbel
- Jozerand, M. le comte de Chabrol
- La Canière, M. le comte de Chazelle
- La Prade, M. Pyreul
- Maran, M. le comte de Flaghac
- Montaclier, M. de Vissaguet
- Parc (Jardin Lecoq), Ville de Clermont-Ferrand
- Petit parc de la gare, Ville de Clermont-Ferrand

- Rhône
- Château de Laye, M. le comte de FLEURIEU, le parc est conservé

- Saône-et-Loire
- Crosnat, M. du JONCRERAY
- la Vaisore, M. de SORMAIN
- Lavaux, Madame de SANCY
- le Cray, M. du CRAY
- le Jeu, M. le vicomte du JEU
- Montjeu, M. le comte de TALLEYRAND
- Montperou, M. le comte du JEU
- Ouilly, M. Arthur de FLEURIEU
- Saint-Aubin, Mme la comtesse de VALORI
- Sully, M. le marquis de MAC-MAHON
- Toulon-sur-Arroux, Château de Martenet, M. le baron de CHISEUIL

- Sarthe
- La Ferté-Bernard, château de Glaye,  le comte d’ARMAILLÉ
- Le Mans, M. le comte d’ANDIGNÉ
- Le Mans, Parc de la Préfecture (plan original de Choulot), Ville du Mans
- Montfort-le-Gesnois, Montfort-le-Rotrou, M. le marquis de NICOLAI
- Vaas, château de la Roche, 	Mme la comtesse de LANDEMONT

- Savoie
- Saint-Bron,  M. le comte SEPTIME-DES-GAREST
- Auteuil, Mme la vicomtesse de JAILLAC
- Parc de Meudon (non réalisé), SAI le prince NAPOLEON

- Seine-et-Marne
- Bourron-Marlotte, M. le baron de BRANDOIS
- Chevry-en-Sereine, Mme Vve BRISSON
- Guermantes, Mme la comtesse de DAMPIERRE
- Ville-Saint-Jacques, château de la Brosse, M. le comte de FLORIAN
- Voulx, château de Bois-Millet, M. de CHEVRY

- Seine-et-Oise
- Le Val-Saint-Germain, château du Marais, M. le marquis de la FERTÉ
- Le Mesnil-le-Roi, M. HAMOT
- Saint-Germain-en-Laye, M. le marquis de BEAUMONT
- Chalo-Saint-Mars, château du Grand Saint-Mars, M. le comte Marcellin de Masse de COMBLES
- Chamarande, M. le comte de PERSIGNY
- Ris-Orangis, château de Fromont, M. Hippolyte Rodrigues
- Mareil-le-Guyon, château de Mareil-le-Guyon, M. le marquis d’AVARAY
- Le Vésinet, Parc du Vésinet, Ville du Vésinet
- Cerny, château de Villiers, M. le marquis Georges de SELVE

- Seine-Inférieure
- le Héloy, Madame DAISY

- Somme
- Mayenneville, M. le marquis de VALANGLART

- Vendée
- La Bénatonnière, M. le comte de BESSAY
- Puy-de-Sèvres, M. comte de RIVIERE

- Vienne
- Curzay, M. le vicomte de CURZAY
- Leychoisier, M. de FEUGRE
- Pilloué, M. le marquis AYMER DE LA CHEVALLERIE
- la Motte, M. PAULZE D’IVOY

- Vosges
- Frebécourt, château de Bourlémont, M. le prince d’HÉNIN,  le parc doté d'une des premières serres "hollandaises" peut se visiter en été.

- Yonne
- Fontenille, M. le marquis de la BARRE
- la Planche-Barrault, M. d’YAUVILLE
- Mardilly, M.le comte de BRESSIEUX
- Vezanne, M. le baron de CHANNES

### Sources
- Pierre Amelot, « Le comte Paul de Choulot, l'artiste qui peignit le Vésinet », Le Vésinet, revue municipale, n° 52, septembre 1980 Lire en ligne.
- Nadia Devinoy, « Le comte de Choulot paysagiste : Paul de Lavenne comte de Choulot (1794-1864) » Lire en ligne.
- Milchina Véra, « Légitimistes français sous la Monarchie de Juillet : image catastrophique de la France, image panégyrique de la Russie », Revue Russe n°37, 2011, p. 21-31 Lire en ligne